# Coloquio Walter Lippmann

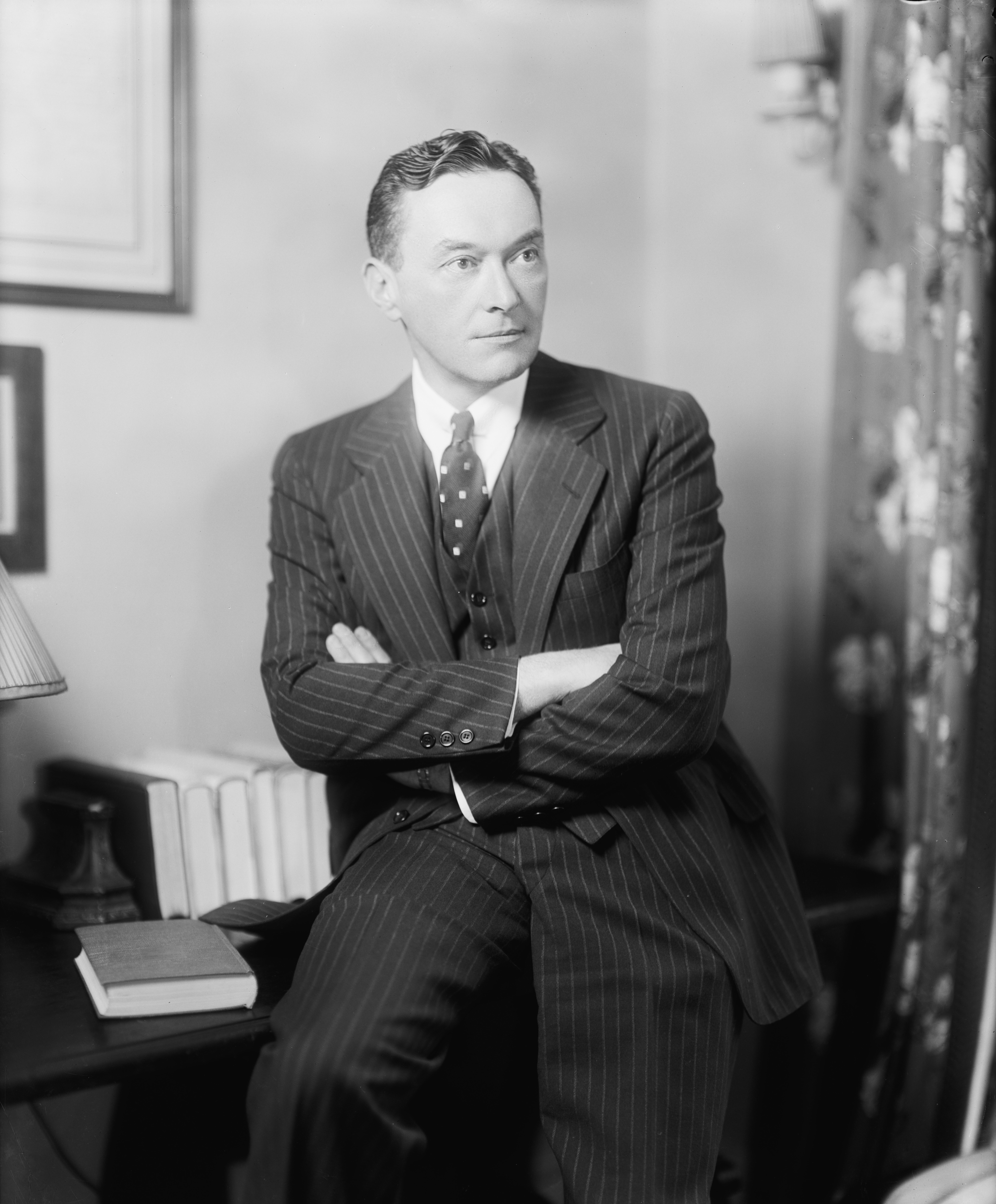
Walter Lippmann (1889-1974) en cuyo honor se nombró el coloquio.

El Colloque Walter Lippmann (inglés: Walter Lippmann Colloquium), fue una conferencia de intelectuales organizada en París, Francia en agosto de 1938 por el filósofo francés Louis Rougier. Después de que el interés por el llamado liberalismo clásico declinara en las décadas de 1920 y 1930, el objetivo era construir un nuevo liberalismo como rechazo al colectivismo, al socialismo y al liberalismo del laissez-faire. En la reunión, el término neoliberalismo fue acuñado por el sociólogo y economista alemán Alexander Rüstow, en referencia al rechazo del viejo liberalismo del laissez-faire.

## Origen del nombre
El coloquio lleva el nombre del periodista estadounidense Walter Lippmann. El libro de Lippman de 1937 An Inquiry into the Principles of the Good Society había sido traducido al francés como La Cité libre ( tdl. ‘The Free City’ La ciudad libre') y fue estudiado en detalle en la reunión.

## Importancia
Participaron veintiséis intelectuales, incluidos algunos de los pensadores liberales más destacados. Los participantes optaron por crear una organización para promover el liberalismo que se denominó Comité internacional de estudio para la renovación del liberalismo (CIERL). Aunque CIERL tuvo pocas consecuencias debido a la guerra, inspiró al economista y filósofo libertario austriaco-británico Friedrich Hayek en la creación de la posguerra de la Sociedad Mont Pelerin en Suiza.
Las conferencias del Collège de France de Michel Foucault de 1978-1979, publicadas un cuarto de siglo después como El nacimiento de la biopolítica, llamaron la atención sobre el Coloquio Walter Lippmann.

## Divisiones ideológicas
Los participantes se dividieron en dos campos principales; uno, representado por Ludwig von Mises, Jacques Rueff y Étienne Mantoux, quienes abogaron por una estricta adhesión al liberalismo de Mánchester y al laissez-faire ; el otro grupo, representado por Alexander Rüstow, Raymond Aron, Wilhelm Röpke, Auguste Detoeuf, Robert Marjolin, Friedrich Hayek, Louis Marlio y Walter Lippmann, optó por un tipo de liberalismo social más favorable a la intervención y regulación estatal y a soluciones keynesianas.

## Participantes
Los participantes del Coloquio fueron:
- Raymond Aron, filósofo, sociólogo, periodista y politólogo francés.
- Friedrich Hayek, economista y filósofo austríaco y británico.
- Walter Lippmann, escritor, reportero y comentarista político estadounidense.
- Auguste Detœuf, economista francés.
- Étienne Mantoux, economista francés.
- Robert Marjolin, economista y político francés.
- Louis Marlio, economista francés.
- Ernest Mercier, industrial francés.
- Ludwig von Mises, economista nacido en Austria-Hungría.
- Michael Polanyi, erudito húngaro-británico.
- Stefan Thomas Possony, economista y estratega. militar nacido en Austria-Hungría.
- Wilhelm Röpke, economista alemán.
- Louis Rougier, filósofo francés.
- Jacques Rueff, economista francés.
- Alexander Rüstow, sociólogo y economista alemán.

Walter Eucken fue invitado al coloquio, pero el régimen nazi no le dio permiso para salir de Alemania.